# Marten von Barnekow
‎
Marten von Barnekow, nemški jahač in častnik, * 18. marec 1900, Kronburg, † 29. januar 1967, Sophienreut.
Barnekow je bil član nemške jahalne ekipe, ki je na poletnih olimpijskih igrah leta 1936 osvojila vse zlate medalje v vseh 6 disciplinah; do sedaj prvi in edini tak uspeh.